# Bogorodick
Bogorodick (rusky Богоро́дицк) je město v Tulské oblasti v Ruské federaci. Při sčítání lidu v roce 2010 měl bezmála dvaatřicet tisíc obyvatel.

## Poloha a doprava
Bogorodick leží na pravém, západním břehu Upjorty, pravého přítoku Upy v povodí Oky.
Město má železniční stanici Ždanka na trati z Kaširy do Jelce. Přes město také prochází dálnice M4.

## Dějiny
Bogorodick byl založen v roce 1663 z rozkazu cara Alexeje I. Michajloviče jako pevnost na tehdejší jižní hranici moskevského velkovévodství. Jméno Bogorodick získal podle později postaveného kostela zasvěceného Bohorodici.
Vojenský význam Bogorodick později ztratil, jak se hranice říše posunuly dále na jih.
V roce 1773 zde byl postaven Ivanem Jegorovičem Starovem zámek pro Alexeje Grigorjeviče Bobrinského, nelegitimního syna Kateřiny II. Veliké.
V roce 1777 se Bogorodick stal městem.